# Barton-Zard-Reaktion
Die Barton-Zard-Reaktion, benannt nach den Chemiker Derek Barton und  Samir Zard, ist eine Namensreaktion aus dem Bereich der  organischen Chemie und wurde 1985 erstmals beschrieben. Die Barton-Zard-Reaktion ermöglicht die Darstellung von Pyrrol-Derivaten aus Isocyaniden und Nitroalkenen.

## Übersichtsreaktion
Bei der Barton-Zard-Reaktion handelt es sich um eine Kondensationsreaktion, bei der ein Isocyanid mit einem  Nitroalken zu 2-substituierten Pyrrolen umgesetzt werden. Die Reaktion verläuft im stark basischen Milieu.
Die Substituenten an Position 3 und 4 hängen dabei von dem eingesetzten  Nitroalken ab und sind variabel.

## Reaktionsmechanismus
Der nachfolgende Reaktionsmechanismus wird in der Literatur beschrieben:
Das Isocyanid 1 wird zunächst durch eine starke Base deprotoniert, sodass über eine Michael-Addition das  Nitroalken 2 addiert werden kann. Durch einen Ringschluss entsteht anschließend der Heterocyclus 3. Nach einem Protonenaustausch kommt es zur Eliminierung der Nitrogruppe. Durch eine 1,3-Protonenverschiebung wird schließlich das Pyrrol 4 gebildet.